# سارة جوزيف
سارة جوزيف (بالإنجليزية: Sarah Joseph) هي مسلمة بريطانية والرئيسة التنفيذية ورئيسة التحرير لمجلة إميل emel المختصة في أنماط الحياة الإسلامية. وهي كاتبة ومذيعة وتلقي محاضرات عن الإسلام سواء داخل المملكة المتحدة أو على الصعيد الدولي (الولايات المتحدة الأمريكية، وأوروبا، والشرق الأوسط والشرق الأقصى). سارة اعتنقت الإسلام في سن ال 16 في عام 1988 بعد أن ترعرعت كاثوليكية.